# Station Cultra
Station Cultra  is een spoorwegstation in Cultra een buitenwijk aan de oostkant van Holywood in het Noord-Ierse graafschap Down. Het station  ligt aan de lijn Belfast - Bangor.